# W Abu Dhabi - Yas Island
W Abu Dhabi - Yas Island, anteriormente Yas Hotel y Yas Viceroy Hotel Abu Dhabi, es un hotel de cinco estrellas, famoso por construirse sobre el circuito Yas Marina de Fórmula 1 en la Isla de Yas en Abu Dhabi, la capital de los Emiratos Árabes Unidos. Es conocido como uno de los iconos de Abu Dhabi y tiene un diseño futurista.

## Diseño
El hotel está ubicado dentro del circuito Yas Marina, Abu Dhabi. El edificio, diseñado por Hani Rashid y Lise Anne Couture, directores de Asymptote Architecture con sede en Nueva York, consta de dos torres de hotel de 12 pisos, una ubicada dentro del circuito de carreras y otra ubicada en la Marina misma, unidas entre sí por un monocasco de acero y vidrio. Puente y estructura Grid Shell que cruzan por encima y por encima de la pista de carreras Yas Marina Circuit F1.
Asymptote diseñó el edificio como un hito arquitectónico que encarna influencias clave e inspiraciones locales y globales que van desde la estética y las formas asociadas con la velocidad y el espectáculo hasta el arte y las geometrías que forman la base del antiguo arte islámico y tradiciones artesanales.
De importancia arquitectónica y de ingeniería es la característica principal del diseño del hotel: una extensión de 217 metros de amplia fachada curvilínea de vidrio y acero conocida como Grid Shell: cuenta con un sistema de iluminación LED que ilumina los 5.389 elementos de vidrio de forma individual, con un sistema de control que actualiza el color y el brillo de cada cristal 20 veces por segundo. El Grid Shell es una característica clave del diseño arquitectónico general y la importancia del proyecto. Crea un velo atmosférico que es visible desde millas de distancia.

El hotel fue diseñado por Asymptote para convertirse en un hito significativo e importante para Abu Dhabi. Para el diseño dinámico de la iluminación de la fachada, los arquitectos colaboraron con Rogier van der Heide y su equipo en Arup Lighting . El diseño de iluminación fue reconocido con un premio de diseño de iluminación AL por logros sobresalientes y un premio de diseño de iluminación de Oriente Medio «altamente recomendado», así como una mención especial «por logros en el arte técnico» en la ceremonia de premios 2010 IES Lumen en Nueva Ciudad de York.

«El hotel encarna diversas influencias e inspiraciones clave que van desde la estética y las formas asociadas con la velocidad, el movimiento y el espectáculo hasta el arte y las geometrías que forman la base del antiguo arte islámico y las tradiciones artesanales, una unión perfecta y una interacción armoniosa entre la elegancia y el espectáculo. La búsqueda aquí se inspiró en lo que se podría llamar el “arte” y la poética del automovilismo, específicamente la Fórmula 1, junto con la creación de un lugar que celebra Abu Dhabi como un tour de force cultural y tecnológico».

## Construcción
La estructura de 499 habitaciones y 85.000 metros cuadrados fue construida por Al Futtaim Carillion para Aldar Properties y la construcción comenzó en 2007.
La fachada característica, formada por una rejilla de acero y vidrio similar a un reptil, fue diseñada y construida por el contratista especializado austriaco Waagner Biro.
Se inauguró el 1 de noviembre de 2009 para coincidir con el Gran Premio de Fórmula 1 Etihad Airways Abu Dhabi.